# Tournez la clef doucement
Pour plus de détails, voir Fiche technique et Distribution.
Tournez la clef doucement (Turn the Key Softly) est un film britannique réalisé par Jack Lee, sorti en 1953.

## Synopsis
Le film suit trois femmes lors des premières 24 heures après leurs sorties de prison.

## Fiche technique
- Titre original : Turn the Key Softly
- Titre français : Tournez la clef doucement
- Réalisation : Jack Lee
- Scénario : Jack Lee, Maurice Cowan, d'après le roman de John Brophy
- Direction artistique : Donald M. Ashton
- Décors : Vernon Dixon
- Costumes : Julie Harris
- Photographie : Geoffrey Unsworth
- Son : Dudley Messenger, Gordon McCallum
- Montage : Kieran Carruthers
- Musique : Mischa Spoliansky
- Production exécutive : Earl St. John
- Production : Maurice Cowan
- Société de production : Maurice Cowan Productions
- Société de distribution : General Film Distributors
- Pays d'origine :  Royaume-Uni
- Langue originale : anglais
- Format : Noir et blanc  — 35 mm — 1,37:1 — son mono
- Genre : drame
- Durée : 81 minutes
- Dates de sortie : 
  - Royaume-Uni : 29 avril 1953
  - France : 25 mars 1955

## Distribution
- Yvonne Mitchell : Monica Marsden
- Terence Morgan : David
- Joan Collins : Stella Jarvis
- Kathleen Harrison : Grand-mère Quilliam
- Thora Hird : Mme Rowan
- Dorothy Alison : Joan
- Glyn Houston : Bob
- Geoffrey Keen : M. Gregory
- Russell Waters : George Jenkins
- Clive Morton : Walters